# ورود آقایان ممنوع
ورود آقایان ممنوع فیلمی کمدی به نویسندگی پیمان قاسم‌خانی، تهیه‌کنندگی علی سرتیپی و کارگردانی رامبد جوان محصول سال ۱۳۸۹ است. ویشکا آسایش و رضا عطاران به عنوان بازیگران اصلی فیلم در نقش مدیر و معلم یک دبیرستان دخترانه بازی می‌کنند که ورود آقایان به آن ممنوع است. این فیلم که در تهران فیلمبرداری شده و از ۲۵ خرداد ۱۳۹۰ در ایران اکران شد، توانست عنوان دومین فیلم پرفروش سال ۱۳۹۰ سینمای ایران را کسب کند.

## خلاصهٔ داستان
خانم دارابی (ویشکا آسایش) مدیر یک دبیرستان دخترانه خصوصی است و با ورود آقایان به مدرسه خود شدیداً مخالف است. 
وقتی دبیر شیمی دانش‌آموزان المپیادی به علت زایمان شش ماه مرخصی می‌گیرد، دارابی مجبور می‌شود یک دبیر جایگزین به دبیرستان بیاورد. 
تلاش او برای یافتن دبیر زن در میانهٔ سال تحصیلی بی‌فایده است و ناچار می‌شود یک مرد را به عنوان تنها گزینهٔ موجود بپذیرد تا از رقابت المپیاد جا نماند. ورود آقای جبلی (رضا عطاران) مجرد و بی‌دست‌وپا، و شیطنت دختران دانش‌آموز، و تجرد خانم مدیر جدی و بداخلاق که تا به حال خواستگاری نداشته، باعث ایجاد موقعیت‌های می‌شود. 
دختران دانش‌آموز دست به یکی کرده و با کمک پدر یکی از دانش آموزان، اردویی را تدارک می‌بینند تا این دو مجرد میانسال را روبه‌روی یکدیگر قرار دهند.

## بازیگران
- رضا عطاران در نقش  جبلی
- ویشکا آسایش در نقش  دارابی
- پگاه آهنگرانی در نقش  پریا
- مانی حقیقی در نقش  فرامرز
- بهاره رهنما در نقش  یاسمن
- فلامک جنیدی در نقش  ناظرزاده
- زهره حمیدی در نقش  یزدان‌پناه
- علی صادقی در نقش  راننده مینی‌بوس
- ستاره پسیانی در نقش  ریحانه
- حدیث میرامینی در نقش  ژینا
- مهرناز بیات در نقش  مهشید
- سیاوش چراغی‌پور در نقش  رضائیان
- کتایون امیرابراهیمی در نقش مادر جبلی
- مهدی محمدزاده در نقش ابتهاج
- پریناز ایزدیار در نقش  سحر
- مهسا شجاعی در نقش شیما
- الناز آبشاری در نقش سیف
- میار میری در نقش گیاهی
- فرانک فیاض‌بخش در نقش مادر سحر
- مجبوبه آخریان در نقش سرایدار
- آرش خاکی در نقش پسر مزاحم
- سعید احمدی در نقش پسر مزاحم
- روزبه صفاتی در نقش پسر مزاحم
- احسان لطفی در نقش پسر مزاحم
- مهدی موسی‌پور در نقش مسئول حوزه
- فاطمه فدایی در نقش دبیر 1
- لیلا پارساجو صلاحی در نقش دبیر 2
- حوریه جعفری در نقش دبیر 3
- آوا شیرجعفری در نقش دختر مزاحم
- دنیا منصوری در نقش دختر مزاحم
- پژمان مسعودی در نقش مرد سرداب
- ناصر کرملو در نقش مرد سرداب
- محمد قلی‌بیگی در نقش مرد سرداب
- محمد کنگرانی در نقش دبیر الوند
- فرشید ارباب در نقش دبیر الوند
- علیرضا نقیبی در نقش دبیر الوند
- بهرنگ توفیقی در نقش  مرد در حال پارک
- جعفر عروجی در نقش راننده تصادف
- سارا موسوی در نقش زن اخبارگو
- امیر برادران در نقش مرد اخبارگو
- هدیه کائینی در نقش پرستار
- الهام قاسمی در نقش پرستار
- آرنوش وزیری در نقش پرستار
- محمد فرزانه در نقش پدر ژینا
- فهیمه دباغی در نقش مادر ژینا
- آرمیتا اقبالی در نقش دبیر دبیرستان
- مهتا فرخنده در نقش دبیر دبیرستان
- سمانه خزائی در نقش دبیر دبیرستان
- مریم‌بانو موسایی در نقش دبیر دبیرستان
- شیما نظری در نقش دبیر دبیرستان
- طناز دهقان در نقش دبیر دبیرستان
- لیلا جهاندیده در نقش دبیر دبیرستان
- دلارام احمدی در نقش دبیر دبیرستان
- صبا برکتی در نقش دبیر دبیرستان
- مینا امام‌علی در نقش دبیر دبیرستان
- زهرا علیدوست در نقش دبیر دبیرستان
- فاطمه رحمانی در نقش دبیر دبیرستان
- رویا بیات در نقش دبیر دبیرستان
- آرام آراسته در نقش دبیر دبیرستان
- پریسا احمدپور در نقش دبیر دبیرستان
- صدف محمدحسینی در نقش دبیر دبیرستان
- ملودی پورکهنی در نقش  دبیر دبیرستان
- شادی عباس‌قلی در نقش دبیر دبیرستان
- درنا عقابیان در نقش دبیر دبیرستان
- سانا عقابان در نقش دبیر دبیرستان
- مهدیه اسمائیلی در نقش دبیر دبیرستان
- رها حضوری در نقش دبیر دبیرستان
- فاطمه ابراهیمی‌نیا در نقش عقد دارابی

## فروش
در روز پنج شنبه ۲ تیر ۱۳۹۰ این فیلم در تهران ۳۲۰ میلیون تومان و در شهرستان ۱۵۰ میلیون تومان فروخت. فروش سراسری فیلم در سینماها به ۵ میلیارد و ۱۰۰ میلیون تومان رسید که ۳ میلیارد و ۲۷ میلیون تومان آن به سینماهای تهران اختصاص داشت.

## جوایز

### بیست و نهمین دوره جشنواره فیلم فجر
| بخش                      | نامزد       | نتیجه    |
| ------------------------ | ----------- | -------- |
| بهترین بازیگر نقش اول زن | ویشکا آسایش | برنده    |
| بهترین موسیقی متن        | حیدر ساجدی  | نامزدشده |

### سی‌امین دوره جشنواره فیلم فجر
| بخش          | نامزد        | نتیجه    |
| ------------ | ------------ | -------- |
| بهترین عکس   | مهرداد امینی | نامزدشده |
| بهترین آنونس | میثم مولایی  | نامزدشده |

- نشریه معتبر دنیای تصویر نقش بیتا دارابی (با بازی ویشکا آسایش) را جزو ۱۰۰ نقش ماندگار تاریخ سینما و تلویزیون ایران انتخاب کرد.[۴]